# Ohaguro

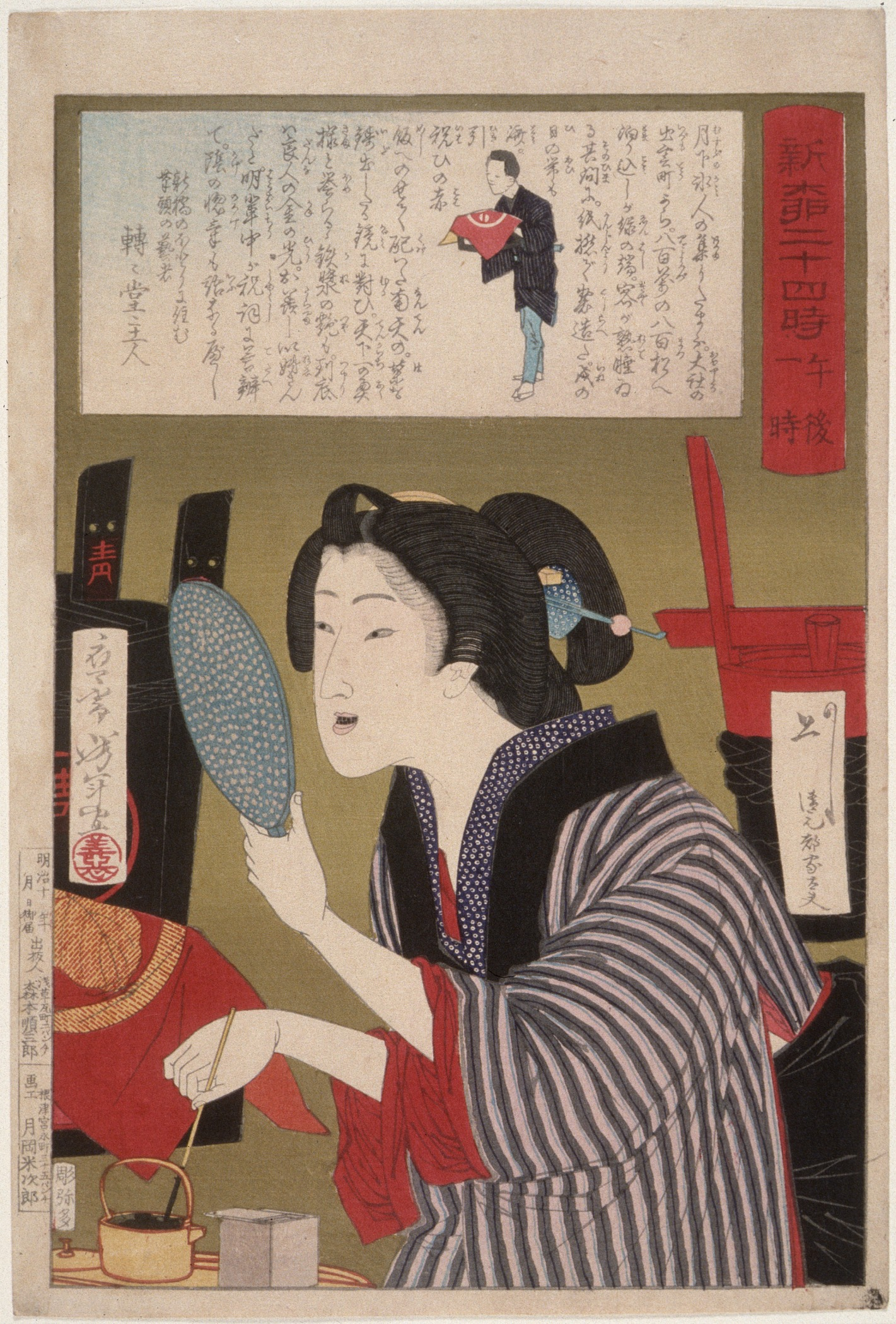
Geisha noircissant ses dents à treize heures, ukiyo-e de Tsukioka Yoshitoshi, série 24 heures à Shinbashi et Yanagibashi.

L'ohaguro (お歯黒, dents noires) est le nom donné au Japon à la coutume de se noircir les dents avec une solution de limaille de fer et de vinaigre. Cette coutume, pratiquée au moins depuis la période d'Asuka, a été particulièrement populaire entre les époques Heian et Edo, du xe siècle à la fin du xixe siècle, mais l'ouverture du pays aux coutumes occidentales pendant l'ère Meiji a conduit à sa disparition progressive. C'était une tradition pratiquée principalement par des femmes mariées et quelques hommes, pour la plupart des samouraïs ou des membres de l'aristocratie. Outre la préférence de la société japonaise pour les dents noires, elle était également considérée comme bénéfique pour la santé, car elle prévenait les caries en agissant comme un ancien scellement dentaire. Le noircissement des dents était également une pratique connue et répandue en Asie du Sud-Est, bien qu'avec des recettes différentes.

## Étymologie
Le mot ohaguro est composé de o (お, préposition honorifique) et des kanji ha (歯, dent), et kuro (黒, noir) ; à cause du rendaku, il se prononce ohaguro et non ohakuro. Le mot japonais kuro est lié à l'idée de la nuit et de son contraste avec le jour, étant donné que la nuit est soumise au jour et en est inséparable ; en raison de l'impossibilité de teindre le noir avec d'autres couleurs, cette couleur était associée à la soumission et à la loyauté, ainsi qu'à la force et à la dignité en raison de sa grande intensité visuelle, c'est pourquoi elle était la couleur prédominante chez les samouraïs,. L'écriture formelle de ohaguro est お歯黒, mais il existait aussi des formes alternatives telles que tesshō (鉄漿, jus de fer), qui faisait allusion au liquide utilisé dans le processus ou fushimizu (五倍子水, eau de galles), utilisées dans l'ancien palais impérial de Kyoto ; tandis que chez les gens du peuple, des termes tels que kanetsuke (鉄漿付け, collage à la pâte de fer), tsukegane (つけがね, collage à la pâte de fer) ou hagurome (歯黒め, dent noire) pouvaient être utilisés.

## Origine et signification
L'ohaguro a existé au Japon sous une forme ou une autre depuis l'Antiquité : avant l'introduction de la technique actuelle utilisant la limaille de fer, on pense que, comme c'est encore actuellement le cas en Asie du Sud-Est, des teintures à base de plantes et de fruits étaient employées. Chez les Japonais, c'était un symbole de beauté jusqu'à l'ère Meiji : les objets d'un noir profond, comme ceux qui recevaient des laques brillantes, étaient en effet considérés comme d'une grande beauté. Les origines de cette coutume sont encore peu claires : on a proposé que cela pourrait être des soins dentaires primitifs ; servir à accentuer la différenciation entre les humains et les démons, lesquels sont représentés avec de grands crocs blancs, comme dans d'autres cultures d'Asie du Sud-Est ; lié à ce que les dents sont la seule partie visible du squelette, ce qui en fait un symbole de mort et les rend taboues ; ou enfin refléter la préférence des Japonais et d'autres cultures d'Extrême-Orient pour éviter l'affichage public des sentiments : la combinaison du maquillage blanc pur typique, de l'épilation complète des sourcils, remplacés par des traits de peinture, une pratique connue sous le nom de hikimayu (引眉), et de l'ohaguro créait un masque presque inexpressif,. La coutume actuelle des femmes japonaises de se couvrir la bouche lorsqu'elles sourient découle plus ou moins de ces considérations et de la préférence, jusqu'au XIXe siècle, pour des dents noires plutôt que blanches.
Chez les samouraïs, l'ohaguro est associé à l'idée de loyauté exprimée par la couleur noire. Lorsqu'un samouraï se teignait les dents en noir, cela reflétait sa décision de ne plus servir un autre daimyo pour le reste de sa vie, et depuis l'époque des shikken, les nobles appliquaient cette coutume avec une signification similaire de loyauté envers le shogun.

## Historique

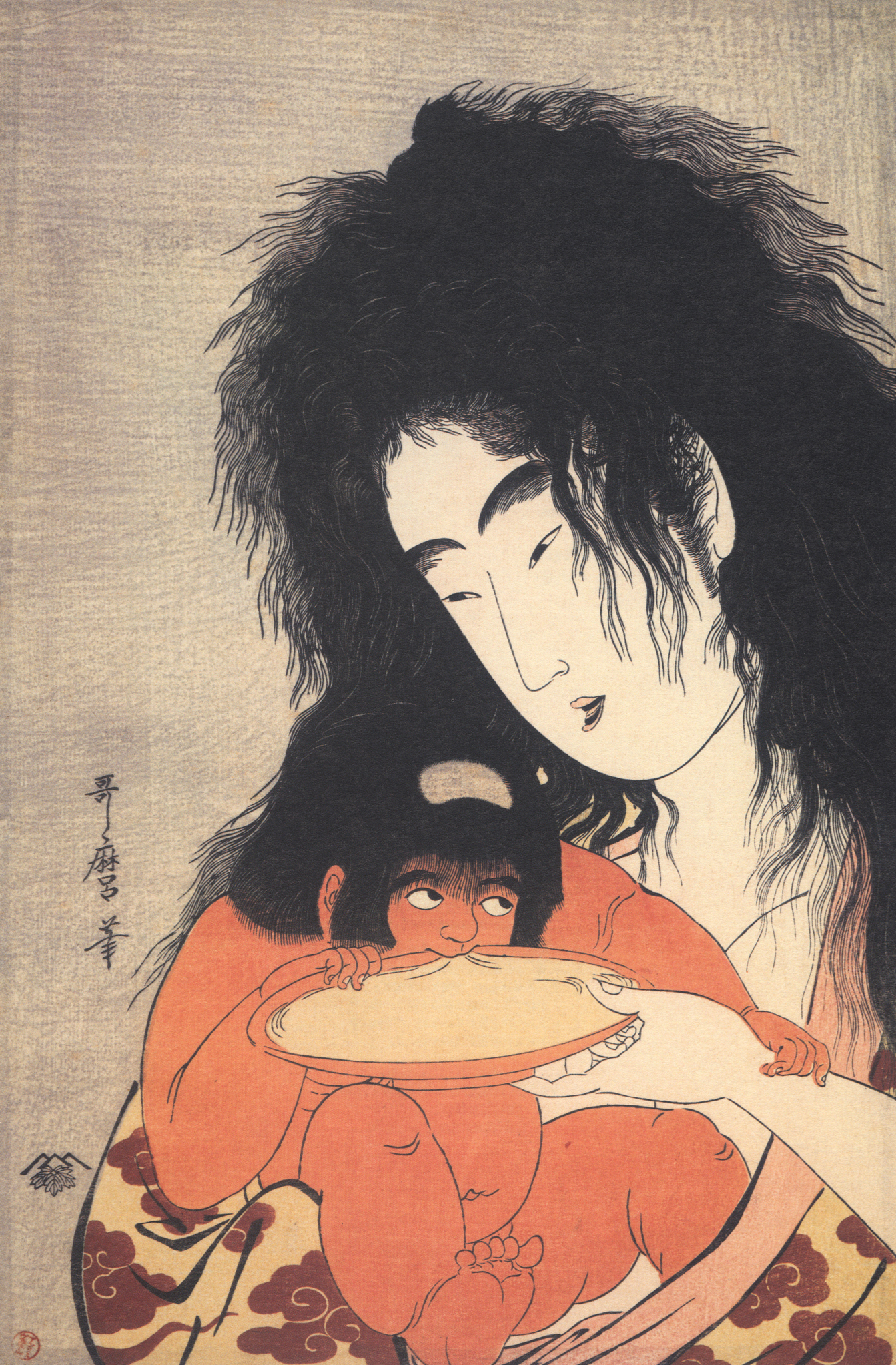
Ukiyo-e montrant Yama-Uba nourrissant Kintarō ; on distingue les dents noircies de la sorcière.

On trouve des traces de dents noircies dans les tombes et dans les haniwa à partir de la période Kofun, suggérant l'utilisation de cette pratique dès le milieu du premier millénaire. Les premières mentions de l'ohaguro apparaissent au XIe siècle dans le Genji monogatari et au XIIe siècle dans le conte de La Princesse qui aimait les insectes, (conte faisant partie du Tsutsumi Chūnagon monogatari). Dans ce conte, le comportement excentrique de la protagoniste est considéré comme moins répréhensible que son refus de masquer son apparence naturelle, et une jeune fille décrit ses sourcils non rasés comme des « chenilles poilues » et ses dents non noircies comme des « chenilles sans peau », tandis qu'un capitaine de la garde, qui avait été attiré par elle, est choqué par son manque de maquillage et surtout par ses dents qui « brillaient horriblement quand elle souriait ».
Cette coutume apparait chez les hommes et les femmes de l'aristocratie de l'époque de Heian entre le IXe et le XIe siècle,, bientôt suivie par des femmes de tous horizons. Ce fut d'abord un rite de passage chez les adolescentes, mais à la fin de cette période il s'était étendu aux hommes de la noblesse. Au cours de l'époque de Kamakura (au XIIIe siècle), presque tous les nobles et de nombreux samouraïs se noircissaient les dents en atteignant leur majorité, lors de la cérémonie d'initiation, à l'âge de quinze ou seize ans ; il en était de même à la cour de la famille impériale jusqu'à la fin de l'époque d'Edo. Bien qu'elle ne fût rapidement plus réservée aux élites et ait été considérée comme acceptable pour les femmes du peuple, en particulier pour les femmes mariées et les geishas, elle restait interdite aux burakumin, aux vagabonds et aux pauvres.
Pendant l'époque de Muromachi (au XIVe et au XVe siècle), l'ohaguro était fréquent chez les adultes, bien qu'avant l'époque Sengoku, on le trouvait plus souvent chez les nobles comme signe du passage à la puberté, surtout pour les filles vers l'âge de 13 ans. Lorsque les mariages étaient célébrés, les proches de la mariée qui l'aidaient dans le processus et la présentaient aux autres étaient appelés kaneoya (鉄漿親) ou kanetsuke-oya, littéralement « marraine des dents noircies ». Durant ces siècles tumultueux, qui ont vu l'émergence de nombreux daimyos se battant les uns contre les autres et qui ont conduit aux guerres de l'époque Sengoku, les samouraïs prenaient les têtes de leurs ennemis et les collectionnaient comme trophées après la bataille afin d'augmenter leur réputation aux yeux de leur daimyo. Les têtes étaient identifiées et dans de nombreux cas recevaient l'ohaguro après la décapitation pour augmenter la gloire du combattant, en montrant qu'il avait vaincu un ennemi notable. Dans le Oan monogatari, Oan, fille d'un serviteur d'Ishida Mitsunari, raconte ce processus après avoir survécu à la bataille de Sekigahara en 1600 :

« Nos alliés empilaient les têtes coupées qu'ils avaient obtenues dans cette partie du château. Nous avons mis une étiquette sur chacune des têtes afin qu'elles puissent être correctement identifiées. Nous avons ensuite teint leurs dents en noir à plusieurs reprises. Pourquoi avons-nous fait cela ? Il y a longtemps, les dents noircies étaient admirées comme le symbole d'un homme distingué. On nous a donc demandé d'appliquer une généreuse couche d'ohaguro sur toute tête aux dents blanches. »

C'est vers la fin de cette période que son utilisation parmi les hommes est devenue minoritaire.
Pendant l'époque d'Edo, seuls les hommes qui faisaient partie de la famille impériale et de l'aristocratie avaient les dents noircies. En raison de la forte odeur et de l'effort requis pour le processus, et de ce qu'il faisait paraître plus âgées les jeunes femmes, il n'était utilisé que par les femmes mariées ou fiancées, les prostituées et les geishas. Il y a aussi des mentions de l'ohaguro dans les contes de fées situés à cette époque, comme dans Gon le renard, de Nankichi Niimi.
En 1870, le gouvernement a interdit cette pratique chez les hommes, et la tradition est devenue progressivement obsolète, surtout à partir de 1873 chez les femmes mariées et nobles, quand l'impératrice Shōken a décidé d'apparaître en public avec les dents blanches. Jusqu'aux dernières années de l'ère Meiji, c'était encore une coutume populaire dans les classes moyennes, mais à partir de l'ère Taishō, elle a pratiquement disparu, sauf chez les femmes âgées des zones rurales.
Actuellement, on ne peut plus voir de dents noircies que dans certains matsuri, dans les films historiques, dans le kabuki, et dans les quartiers hanamachi, surtout parmi les maiko (les apprenties geishas). Les maiko exécutent l'ohaguro lors de leur erikae, cérémonie de transition vers le degré de geiko qui en fait des geishas à part entière. L'utilisation de l'ohaguro et de la coiffure connue sous le nom de sakkou, tous deux caractéristiques traditionnelles des jeunes mariées japonaises, est un symbole de leur mariage avec les arts qu'elles pratiquent.

## Fonction sociale
Un grand nombre de voyageurs occidentaux, dont la notion de beauté était opposée, parmi lesquels Engelbert Kaempfer, Philipp Franz von Siebold et Rutherford Alcock, visitant le Japon à l'époque d'Edo, ont décrit l'ohaguro comme « une coutume japonaise détestable qui défigure leurs femmes » ; beaucoup d'entre eux considéraient en fait les Japonaises comme d'une grande beauté jusqu'au moment où elles leur souriaient,,. Alcock a émis l'hypothèse que le but de cette coutume serait de rendre les femmes peu attirantes, ce qui éviterait d'éventuelles relations extraconjugales, et sa vision de cette coutume n'a guère changé pendant son séjour de trois ans au Japon :
« Une fois qu'elles auront renouvelé le vernis noir de leurs dents et arraché jusqu'au dernier poil de leurs sourcils, les épouses japonaises pourront affirmer leur prééminence inégalée en termes de laideur artificielle sur le reste de leur sexe. Leurs bouches défigurées sont comme des tombes ouvertes. »
Le sociologue japonais Kyouji Watanabe n'est pas d'accord avec cette théorie. Considérant que les jeunes filles japonaises bénéficiaient d'un degré élevé de liberté sociale et sexuelle jusqu'au moment où elles recevaient l'ohaguro, où elles acceptaient leur responsabilité d'épouse et de mère, Watanabe fait valoir qu'il s'agissait d'un rituel social par lequel la société et la jeune femme affirmaient la détermination de la femme qui avait mûri.

## Colorants
Le principal ingrédient était une solution brun foncé d'acétate ferrique (en) appelée kanemizu (かねみず), litt., « eau noire », obtenue en dissolvant de la limaille de fer dans du vinaigre. Lorsque la solution était combinée avec des tanins végétaux provenant de feuilles de thé, ou de la poudre de galles du sumac (Rhus chinensis) que l'on appelait fushi, elle devenait noire ; le même procédé était d'ailleurs utilisé pour fabriquer l'encre métallo-gallique. Le fait de couvrir les dents avec ce liquide empêchait la détérioration des dents et de l'émail et, disait-on, soulageait presque immédiatement la douleur des affections dentaires. La teinture se décolorait rapidement, et devait être appliquée une fois par jour pour maintenir une teinte sombre uniforme.
Parmi les étrangers qui connaissaient la coutume circulait une rumeur, jamais prouvée, selon laquelle les ingrédients comprenaient également de l'urine. Algernon Freeman-Mitford a transcrit dans ses Contes du Japon ancien (en) une recette qui lui a été décrite par un apothicaire réputé de Edo :
« Prenez trois pintes d'eau et, après l'avoir fait chauffer, ajoutez une demi-tasse de saké. Mettez une certaine quantité de fer rouge dans ce mélange ; laissez reposer pendant cinq à six jours, après quoi il y aura un résidu à la surface du mélange, que vous devrez ensuite verser dans une petite tasse à thé et placer près du feu. Lorsqu'il est chaud, vous devez ajouter de la poudre de galle et de la limaille de fer, et vous devez faire chauffer le tout à nouveau. Ensuite, vous vous peignez les dents avec ce liquide à l'aide d'une brosse douce, et après quelques applications, vous obtiendrez la couleur désirée. »
Dans les pièces de kabuki, les acteurs se peignaient les dents en noir lorsqu'ils jouaient des femmes mariées, des courtisanes et certains nobles, en utilisant traditionnellement un mélange de sucre brun et de résine de pin, appelé hayagane, et qui pouvait également inclure de la cire, du noir de carbone, du pigment rouge, du miel de riz et de l'huile de lampe, le tout ramolli sur une flamme.

## Application

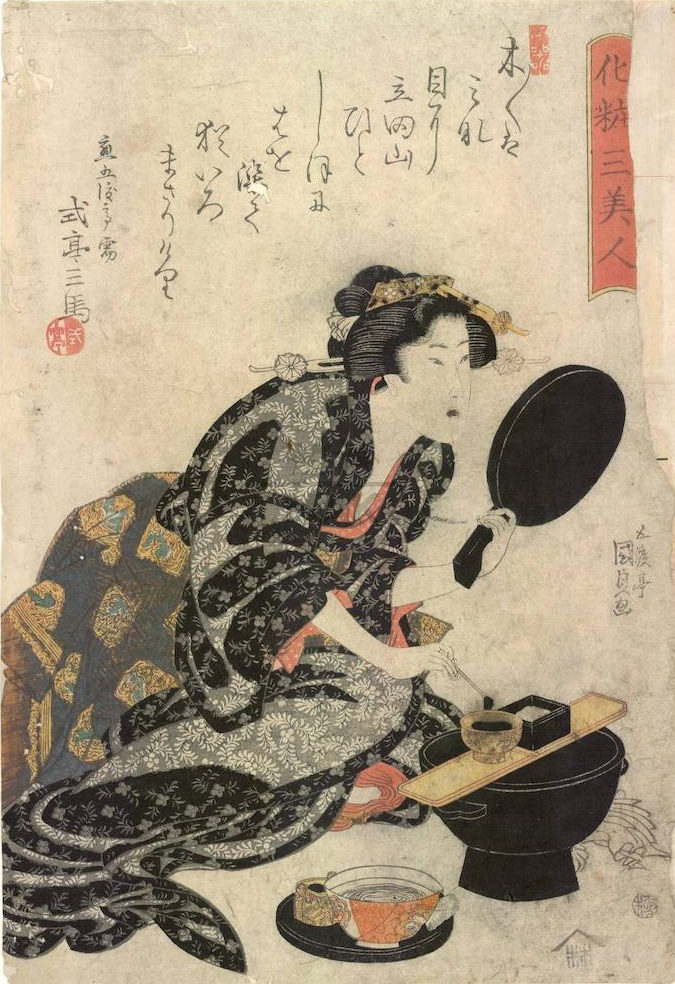
Nishiki-e de Utagawa Kunisada, série Trois belles femmes se maquillent, 1815. On peut voir une geisha utiliser l'ensemble des éléments traditionnels pour le noircissement, posés sur le mimidarai et le watashigane.

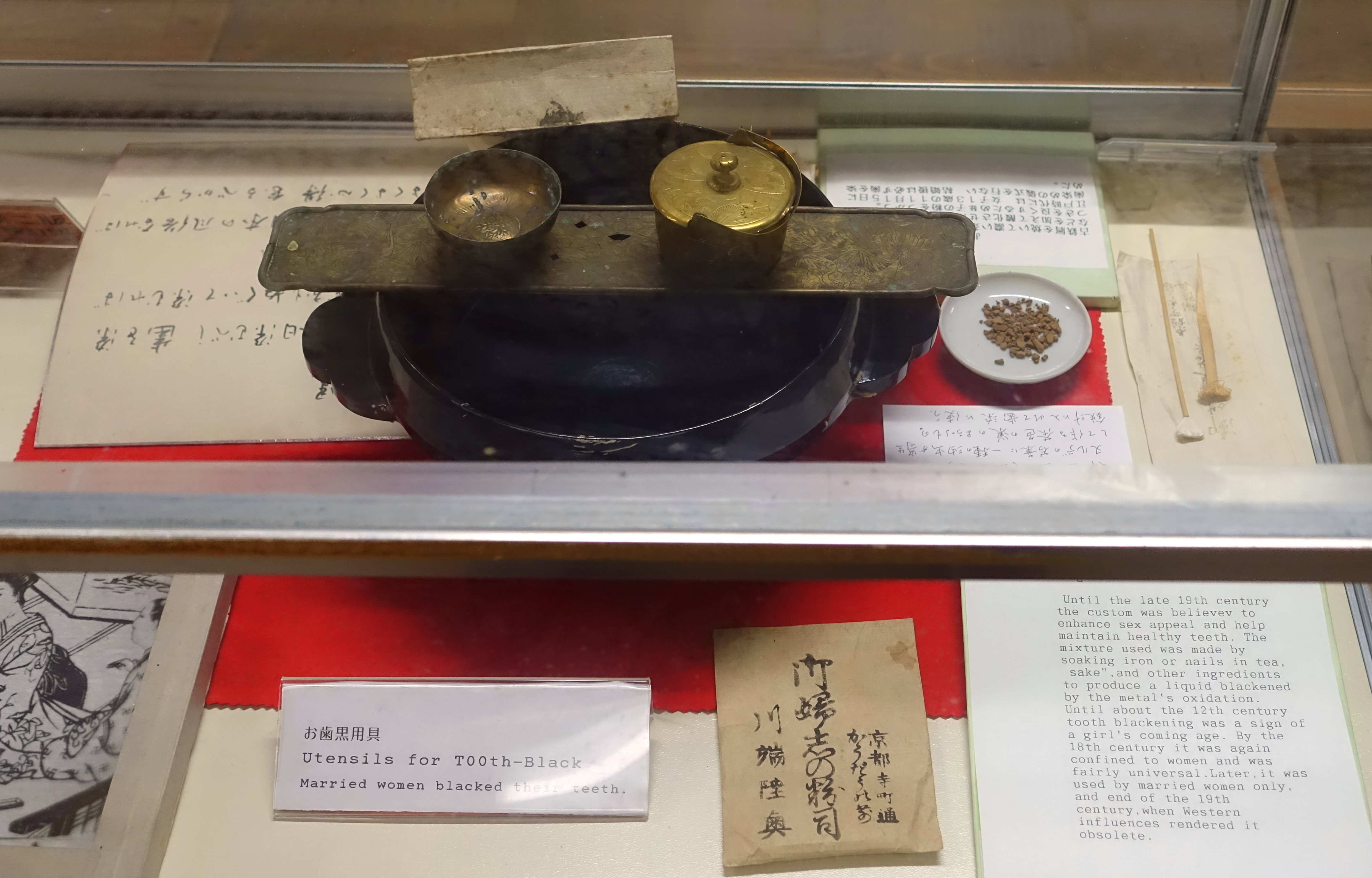
Ustensiles d'ohaguro exposés au musée d'art populaire Hirata de Takayama (Japon).

Divers récipients et ustensiles étaient utilisés pour le traitement, la conservation et l'application de la teinture. Parmi eux se trouvait le mimidarai, un grand bol avec des poignées sur lequel était placé le watashigane, un plateau fin où l'on posait les éléments avec lesquels on appliquait la teinture,. L'ensemble des petits éléments était conservé dans un boîtier plus grand, le haguro-bako, dans lequel se trouvait le fushi-bako ou petite boîte où était conservée la poudre de galles, le haguro-tsugi avec lequel on administrait le colorant, et l'ugai-chawan, petit bol en porcelaine pour se gargariser après le processus.
Chaque fois que l'on répétait le processus, les dents étaient soigneusement frottées avec la coquille d'une grenade pour former une surface adhésive pour le colorant. Selon Freeman-Mitford, la teinture devrait être appliquée au moins tous les deux jours, car dès le premier jour, les dents perdaient leur éclat de laque et des parties grises pouvaient apparaitre parmi celles qui conservaient la couleur noire souhaitée, ce qui donnait un aspect jugé repoussant.

## Superstitions, légendes et expressions populaires

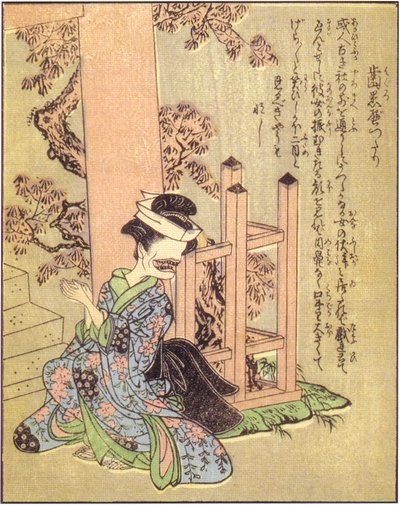
Image représentant lohaguro bettari, tirée du Ehon hyaku monogatari (Livre d'images d'une centaine d'histoires), 1841.

- Dans le livre de Yamada Norio, Tohoku Kaidan no Tabi (Voyage parmi les contes de fantômes du Tohoku) figure une histoire de Fukushima intitulée ohaguro bettari (お歯黒べったり, lit. en dents noires et en blanc)[39]. Elle parle d'une yōkai (esprit malfaisant), et plus précisément d'une noppera-bō (fantôme sans visage), habillée et maquillée à l'ancienne à la manière des femmes japonaises, mais dont le visage ne présente qu'une grande bouche pleine de dents noires[39].
- Une légende de l'île d'Himeshima raconte que lorsque la princesse Himekami (qui a donné son nom à l’île) a fui le prince Tsunuga Arashito, elle s'est arrêtée un moment en chemin pour appliquer l'ohaguro. Lorsqu’elle a voulu se rincer la bouche, elle n'a trouvé aucune eau à proximité, alors elle a tapé des mains et l'eau a commencé à couler de la terre ; c'est pourquoi la source Hyōshimizu dans le sanctuaire de l'Himekoso est aussi appelée Ohaguro mizu (eau d'ohaguro)[40].
- Au cours de l'ère Meiji, une légende urbaine s'est répandue selon laquelle le goudron de houille, utilisé comme isolant lors la pose des réseaux électriques dans les villes japonaises, était en fait composé en partie de sang de vierges, une rumeur visant les Occidentaux ayant installé les fils[41]. Pour éviter d'être attaquées dans le but d'extraire leur sang, de nombreuses jeunes femmes ont décidé de changer d'apparence pour ressembler à des femmes mariées : elles se sont teint les dents en noir, ont peint leurs sourcils, ont porté de simples kimonos et se sont coiffées à la manière d'une épouse[42].
- Le principal quartier chaud du pays entre le XVIIe siècle et l'interdiction de la prostitution au Japon en 1958 était Yoshiwara, à Edo. Le quartier était entouré des quatre côtés par un petit fossé d'eau qui était appelé ohaguro dobu (lit. canal des dents noires), en raison de l'abondance de prostituées aux dents teintes[43].

## Autres traditions

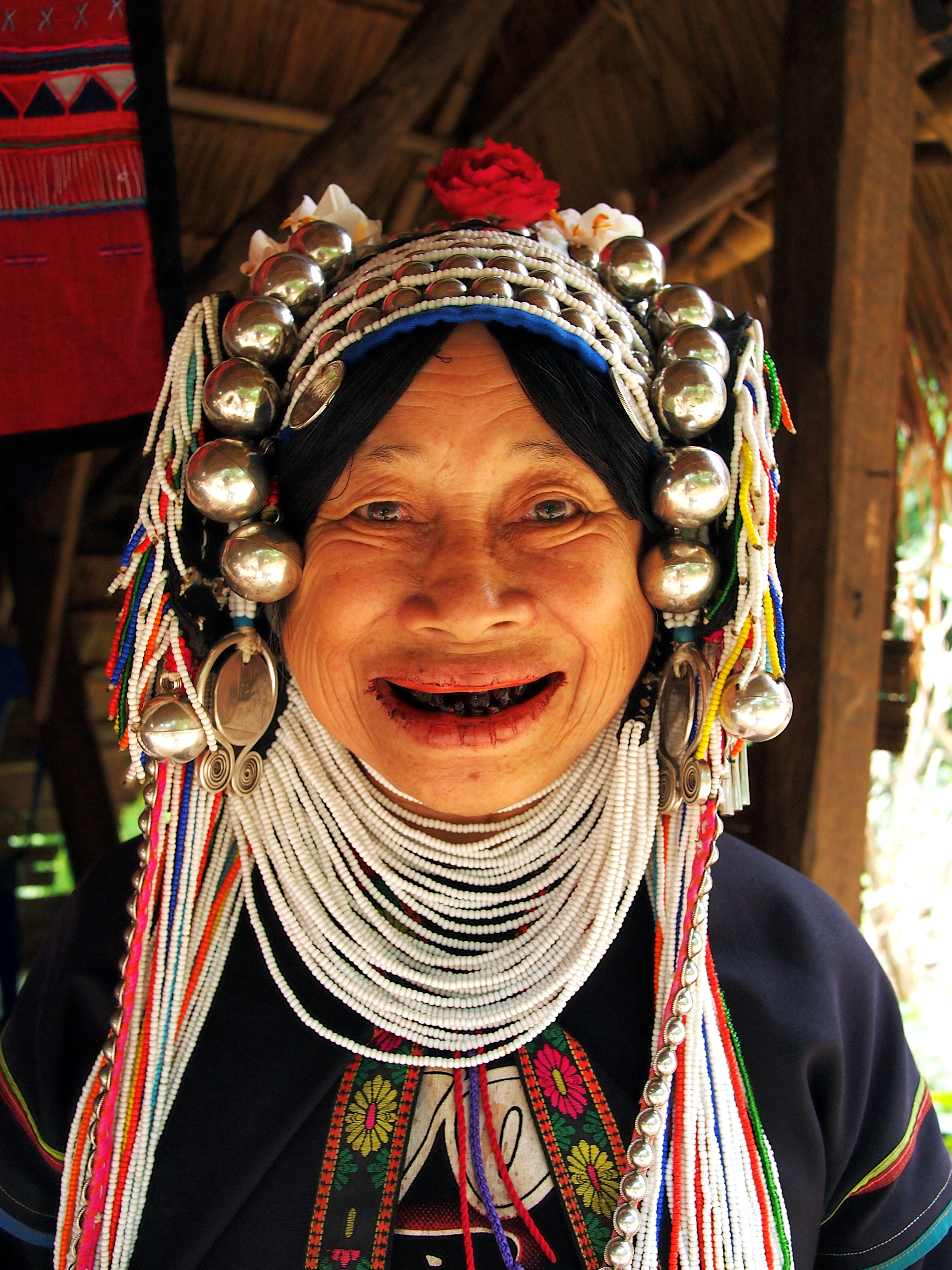
Femme Akha en Birmanie ayant noirci ses dents

En dehors du Japon, le noircissement des dents était pratiqué dans de nombreuses cultures, principalement en Asie du Sud-Est et en Océanie,, mais aussi en Amérique, comme chez les Shuars, et même en Russie ; il s'agit cependant de techniques beaucoup moins élaborées, consistant souvent simplement en l'application d'une teinture végétale.